# Trofors
Trofors este o localitate din comuna Grane, provincia Nordland, Norvegia, cu o suprafață de 0,74 km² și o populație de 766 locuitori (2013).